# Oberonia equitans
Oberonia equitans är en orkidéart som först beskrevs av Johann Georg Adam Forster, och fick sitt nu gällande namn av Pierre Auguste Victor Mutel. Oberonia equitans ingår i släktet Oberonia och familjen orkidéer. Inga underarter finns listade i Catalogue of Life.